# Metropolitní město Benátky
Metropolitní město Benátky (Città metropolitana di Venezia) je italský správní celek druhé úrovně v regionu Benátsko. Sousedí na severovýchodě s provinciemi Udine a Pordenone, na jihu s provincií Rovigo a na západě s provinciemi Padova a Treviso. Na východě její břehy omývá Jaderské moře.

## Okolní provincie
| Růžice kompasu | Treviso | Pordenone                  | Udine | Růžice kompasu |
| Růžice kompasu | Padova  | Sever                      |       | Růžice kompasu |
| Růžice kompasu | Padova  | Metropolitní město Benátky |       | Růžice kompasu |
| Růžice kompasu | Padova  | Jih                        |       | Růžice kompasu |
| Růžice kompasu | Rovigo  |                            |       | Růžice kompasu |